# Lietavská Lúčka
Lietavská Lúčka (em húngaro: Litvailló) é um município da Eslováquia, situado no distrito de Žilina, na região de Žilina. Tem 6,5 km² de área e sua população em 2018 foi estimada em 1.840 habitantes.

## Demografia
| Ano:        | 1994 | 2004   | 2014   | 2024   |
| ----------- | ---- | ------ | ------ | ------ |
| Broj ljudi: | 1791 | 1769   | 1774   | 1873   |
| Razlika:    |      | -1,22% | +0,28% | +5,58% |

| Ano:               | 2023 | 2024   |
| ------------------ | ---- | ------ |
| Número de pessoas: | 1874 | 1873   |
| Diferença:         |      | -0,05% |